# Joe Johnston
Joseph Eggleston „Joe“ Johnston II (* 13. května 1950 Austin, Texas) je americký filmový režisér a bývalý tvůrce speciálních efektů. K jeho nejvýznamnějším filmům patří Jumanji, Jurský park 3, Ohnivý oceán a Vlkodlak. Svoji kariéru zahájil jako technik efektů ve filmu Star Wars: Epizoda IV – Nová naděje, v dalších dvou dílech původní trilogie působil i jako art director. V roce 1981 získal Oscara za nejlepší vizuální efekty ve filmu Dobyvatelé ztracené archy.

## Režijní filmografie
- 1989 – Miláčku, zmenšil jsem děti
- 1991 – Rocketeer
- 1994 – Vládce knih (režie hraných scén)
- 1995 – Jumanji
- 1999 – Říjnové nebe
- 2001 – Jurský park 3
- 2004 – Ohnivý oceán
- 2010 – Vlkodlak
- 2011 – Captain America: První Avenger
- 2014 – Not Safe for Work
- 2018 – Louskáček a čtyři říše

### Připravované filmy
- The Chronicles of Narnia: The Silver Chair